# Турткульско-сарибийский диалект
Турткульско-сарибийский диалект (узб. To'rtko'lcha sheva) (турткульский диалект) входит в огузскую (юго-западную) группу восточноогузской подгруппы тюркских языков. Является диалектом огузского наречия узбекского языка.

## Сведения
В турткульско-сарибийском диалекте, как и в хорезмском, сохраняются признаки противопоставления долгих и кратких гласных и озвончения согласных после долгих. В то же время, в отличие от других огузских диалектов, имеются следующие особенности:
- используется т вместо д в следующих словах: Тўрткўл, тоғ;
- опускается л в следующих словах: га вместо гал;

Турткульско-сарибийский диалект называют более литературизованным вариантом хорезмского.